# トマス・リズリー (第4代サウサンプトン伯)

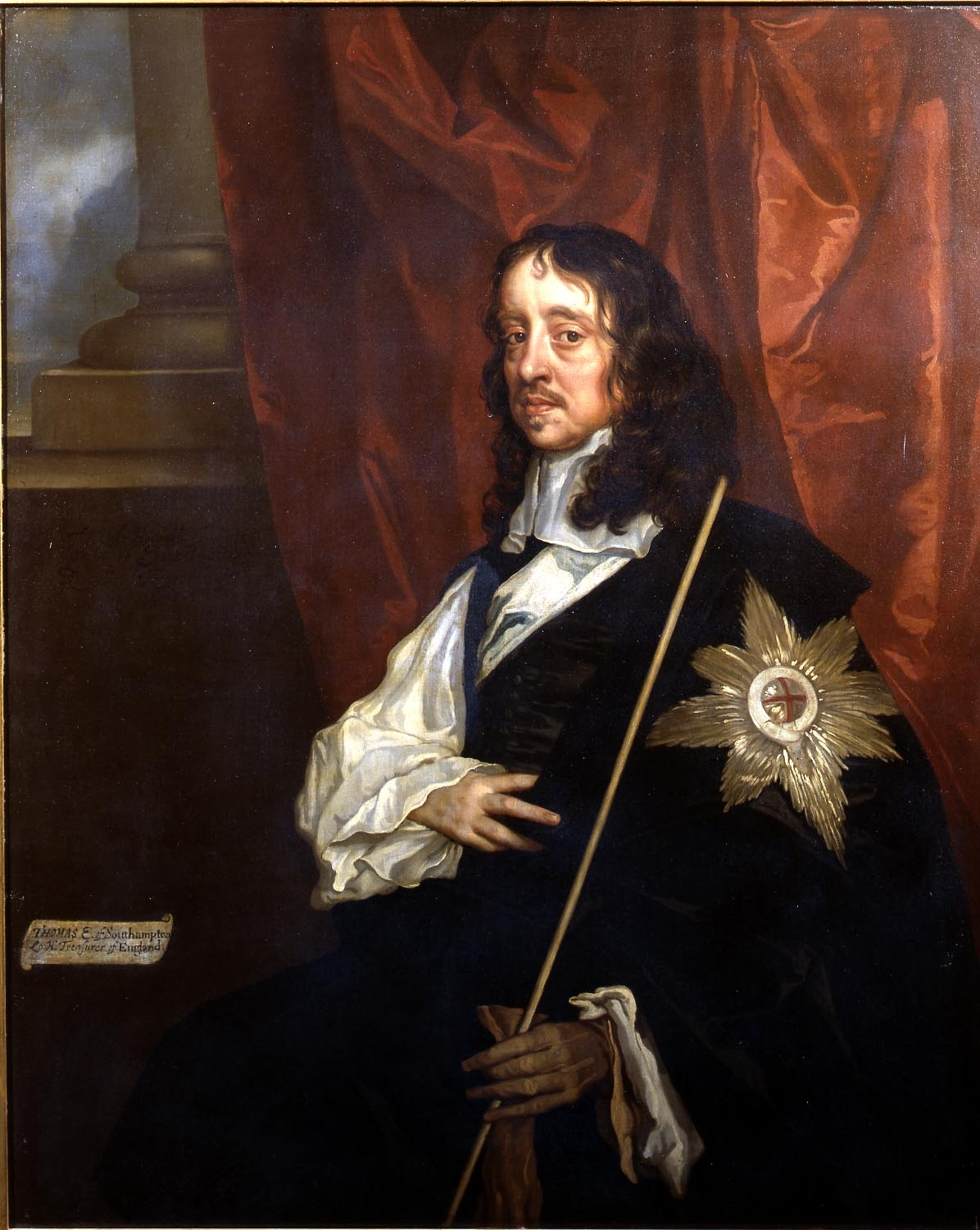
第4代サウサンプトン伯爵トマス・リズリー（ピーター・レリー画）

第4代サウサンプトン伯爵トマス・リズリー（Thomas Wriothesley, 4th Earl of Southampton, KG, PC, 1607年3月10日 - 1667年5月16日）は、清教徒革命（イングランド内戦）から王政復古期のイングランドの貴族、政治家。第3代サウサンプトン伯爵ヘンリー・リズリーとエリザベス・ヴァーノン夫妻の次男。王政復古政権で大蔵卿（在職：1660年 - 1667年）を務めた。

## 生涯
シュロップシャーのホッドネットで誕生。1624年に死去した父の爵位を継承した後、ケンブリッジ大学セント・ジョンズ・カレッジで学んだ。
1642年8月22日に王党派と議会派の対立が頂点に達し第一次イングランド内戦が勃発したが、サウサンプトン伯は甥のヘンリー・スペンサー（後の初代サンダーランド伯爵）、第2代フォークランド子爵ルーシャス・ケアリーと共に穏健王党派に属し、イングランド王チャールズ1世に長期議会との交渉再開を働きかけ、それに応えたチャールズ1世によりジョン・カルペパーと共に議会に交渉を求める使者に選ばれ、8月25日にロンドン・ウェストミンスターの議会へ派遣された。しかしサウサンプトン伯は貴族院で、カルペパーは庶民院で国王のメッセージを伝えたが、国王に不信感を抱く議会に拒絶された。
内戦中の1644年11月に議会派からチャールズ1世へ和睦交渉が提案されると、応じた国王によりレノックス公爵兼リッチモンド公爵ジェイムズ・ステュワートと共に再び国王のメッセージを議会へ伝える役目を任され、12月に議会が受諾したため翌1645年1月にアクスブリッジで行われた和睦交渉に出席した。しかし宗教政策で監督制を堅持する国王と、長老制を重視する議会派の同盟相手スコットランドとの間で折り合いを付けられず不首尾に終わった。その後議会派へ罰金6000ポンドを支払いイングランドに留まった。
1660年の王政復古に伴い大蔵卿に任命され、チャールズ2世の側近で大法官のクラレンドン伯爵エドワード・ハイド、オーモンド公ジェームズ・バトラーらと共に枢密顧問官になり政権を担当した。在任中は財務省と大蔵省の分離が進められたが、1662年にクラレンドン伯に進言し実行させたダンケルク売却は世論に非難され、1665年の第二次英蘭戦争勃発でイングランド財政は大きく傾いた。サウサンプトン伯も財政上の失敗と老齢で影響力を落とし、1667年に60歳で亡くなった。同年にクラレンドン伯も失脚し5人の寵臣集団（cabal）が台頭したが大蔵省の改革・発展はサウサンプトン伯の死後も継続、チャールズ2世の命令で5人のメンバーからなる大蔵委員会が結成され、財務官僚で書記のジョージ・ダウニングが大蔵省の歳入・歳出や権限強化に取り組み、やがて第一大蔵卿を中心とする内閣制度が出来上がる方向に進んでいった。
サウサンプトン伯は王室の浪費に危惧を抱いていたらしく、死後の1669年2月14日にサミュエル・ピープスが書いた日記でピープスとウィリアム・コヴェントリーの会話が記録され、大蔵省改革を進めていたコヴェントリーはサウサンプトン伯の言葉を引いてピープスに「不可能なことは最期には不可能だとわかるものだ。つまり国王は一切の信用と資金源を限界を超え蕩尽することになるだろう。その時不可能だと判明しても手遅れなのである」と警告している。
息子が無かったため爵位とリズリー家は断絶したが、次女レイチェルが相続人としてロンドン・ブルームスベリーのサウサンプトン・ハウス（後にベッドフォード・ハウスに改称）を受け継ぎ、夫のラッセル卿ウィリアム・ラッセルを始めとするホイッグ党の政治家たちの集会場所に提供した。またレイチェルは家名の名残として息子の名前（ライオセスリー・ラッセル）に付け、父方からベッドフォード公爵を継承したライオセスリーの資産家との政略結婚や叙爵にも力を尽くし、以後ラッセル家はイングランド有数の資産家として栄えていった。

## 子女
3度結婚、最初の妻でフランスの亡命ユグノーだったレイチェル（ゴールウェイ伯爵ヘンリー・デ・マシューの姪）との間に2人の娘を儲けた。
- エリザベス（生没年不詳） - 初代ゲインズバラ伯爵エドワード・ノエル（英語版）と結婚
- レイチェル（英語版）（1636年頃 - 1723年） - ヴォーン卿フランシス・ヴォーンと結婚、ラッセル卿ウィリアム・ラッセルと再婚。

2番目の妻エリザベス（チチェスター伯爵フランシス・リーの娘）との間に娘を1人儲けた。
- エリザベス（英語版）（1646年 - 1690年） - 第11代ノーサンバランド伯ジョスリン・パーシーと結婚、娘エリザベス（第6代サマセット公チャールズ・シーモア夫人）を儲けた。初代モンタギュー公爵ラルフ・モンタギュー（英語版）と再婚[8]、第2代モンタギュー公ジョンを儲けた。

3番目の妻フランセス（第2代サマセット公ウィリアム・シーモアの娘）との間に子は無かった。